# Амбелакија
Амбелакија,(што значи "виногради"), понекад Кулаклис или Кулиаклис, је село у општини Орестијада, 12 километара југозападно од града. Налази на надморској висини од око 170 метара, на равници, у подножју брда.
Амбелакија има 574 становника који се углавном баве пољопривредом. Главни производи овог села су: пшеница, кукуруз, сунцокрет, репа и сусам .
Ово је једно од најстаријих села у региону, који је прикључен Грчкој у 1920. После Другог светског и грађанског рата, многи објекти су реконструисани. У наредним деценијама, становништво је значајно смањено због спољне миграције углавном у Немачку.
Сеоски фестивал се одржава 27. јула, на дан Светог Пантелејмона.